# Microrégion de Nossa Senhora das Dores

Localisation de la microrégion de Nossa Senhora das Dores

La microrégion de Nossa Senhora das Dores est l'une des quatre microrégions qui subdivisent l'Agreste de l'État du Sergipe au Brésil.
Elle comporte 6 municipalités qui regroupaient 62 650 habitants en 2006 pour une superficie totale de 1 269 km².

## Municipalités[1]
- Aquidabã
- Cumbe
- Malhada dos Bois
- Muribeca
- Nossa Senhora das Dores
- São Miguel do Aleixo